# Överraskade i gryningen
Överraskade i gryningen, amerikansk film från 1943.

## Handling
Det är i juni 1941 och skolåret har precis slutat i den lilla byn i Ukraina. Fem vänner tänker fotvandra till Kiev, men resan avbryts abrupt av nazisternas anfall mot Sovjetunionen. Byn ockuperas av tyskarna, de flesta männen flyr till bergen och bildar en gerillaarmé. De som blir kvar gör motstånd efter bästa förmåga, men nazisterna tar kontroll över byn och börjar använda barnen för att få blod till skadade tyska soldater. Under tiden försöker de fem vännerna smuggla vapen till gerillan.

## Om filmen
Filmen hade världspremiär i New York den 4 november 1943 och svensk premiär den 3 mars 1945. Den svenska åldersgränsen är 15 år.
Filmen är Farley Grangers debutfilm.

## Rollista
- Anne Baxter - Marina Pavlova
- Dana Andrews - Kolya Simonov
- Walter Huston - Dr. Pavel Grigorich Kurin
- Walter Brennan - Karp
- Ann Harding - Sophia Pavlova
- Jane Withers - Clavdia Kurina
- Farley Granger - Damian Simonov
- Erich von Stroheim - Dr. von Harden
- Dean Jagger - Rodion Pavlov

## Musik i filmen
- Song of the Fatherland, musik av Aaron Copland, text av Ira Gershwin
- Chari Vari Rastabari, musik av Aaron Copland, text av Ira Gershwin
- The Younger Generation, musik av Aaron Copland, text av Ira Gershwin
- No Village Like Mine, musik av Aaron Copland, text av Ira Gershwin
- Song of the Guerrillas, musik av Aaron Copland, text av Ira Gershwin

## Utmärkelser
Filmen var nominerad i sex kategorier vid Oscarsgalan 1944, men blev utan pris.